# Gare de Pauillac
La gare de Pauillac  est une gare ferroviaire française de la ligne de Ravezies à Pointe-de-Grave (dite aussi ligne du Médoc), située sur le territoire de la commune de Pauillac, dans le département de la Gironde, en région Nouvelle-Aquitaine.
C'est une gare de la Société nationale des chemins de fer français (SNCF) desservie par les trains du réseau TER Nouvelle-Aquitaine.

## Situation ferroviaire
Établie à 4 m d'altitude, la gare de Pauillac  est située au point kilométrique (PK) 46,393 de la ligne de Ravezies à Pointe-de-Grave, entre les gares ouvertes de Moulis - Listrac et de Lesparre.
Elle est équipée de deux quais : le quai X dispose d'une longueur utile de 300 m pour la voie A et le quai Y d'une longueur utile de 195 m pour les voies B et C .

## Histoire
La gare de Pauillac a été ouverte en 1870, avec l'extension jusqu'à Pauillac de la ligne du Médoc au départ de Bordeaux-Saint-Louis.
Un môle d'escale, construit en 1933, permettait aux trains de déposer les voyageurs au pied des paquebots transatlantiques.

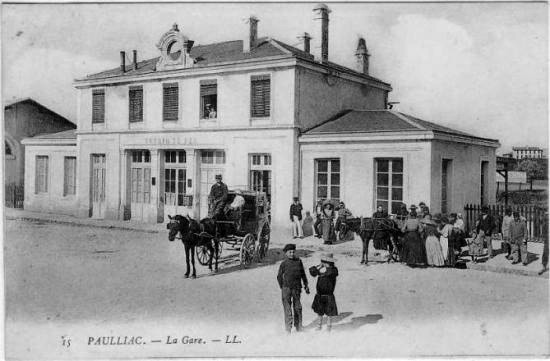
La gare
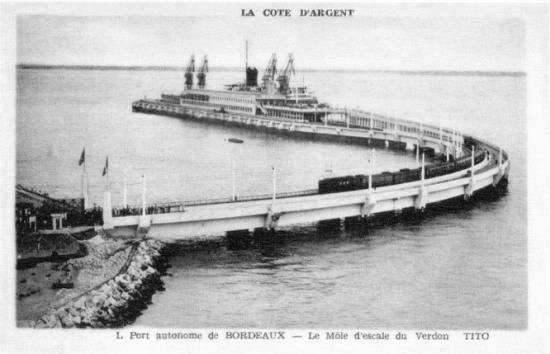
Le môle d'escale
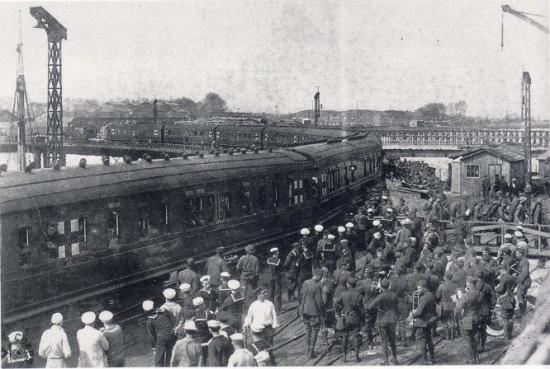
Trains à l'appontement

## Fréquentation
De 2015 à 2023, selon les estimations de la SNCF, la fréquentation annuelle de la gare s'élève aux nombres indiqués dans le tableau ci-dessous.
| Année           | 2015   | 2016   | 2017   | 2018   | 2019   | 2020   | 2021   | 2022   | 2023    |
| --------------- | ------ | ------ | ------ | ------ | ------ | ------ | ------ | ------ | ------- |
| Voyageurs seuls | 59 029 | 50 884 | 56 590 | 60 960 | 86 219 | 48 177 | 65 836 | 86 882 | 100 429 |

## Service des voyageurs

### Accueil
Gare SNCF, elle dispose d'un bâtiment voyageurs, avec guichet, ouvert tous les jours. Elle est équipée d'automates pour l'achat de titres de transport.

### Desserte
Pauillac est desservie par des trains TER Nouvelle-Aquitaine qui circulent entre Bordeaux-Saint-Jean et Lesparre. Au-delà de Lesparre, une partie des trains continue vers ou est en provenance du Verdon et même de La Pointe-de-Grave en juillet et août.

### Intermodalité
Un parking pour les véhicules y est aménagé.